# Хорњи Ујезд (Свитави)
Хорњи Ујезд (чеш. Horní Újezd) је насељено мјесто са административним статусом сеоске општине (чеш. obec) у округу Свитави, у Пардубичком крају, Чешка Република.

## Становништво
Према подацима о броју становника из 2014. године насеље је имало 424 становника.